# Гийом, Флоренс Дюперваль
Флоренс Дюперваль Гийом (урождённая Флоренс Дюперваль) (фр. Florence Duperval Guillaume; род. 22 апреля 1956, Порт-о-Пренс, Гаити) — гаитянский политический и государственный деятель, премьер-министр Гаити (20 декабря 2014 — 16 января 2015), министр планирования и сотрудничества и министр здравоохранения Гаити (2011—2016), медик, педиатр, доктор медицины (1987).

## Биография
Изучала медицину в Государственном университете Гаити и получила докторскую степень в области медицины в 1987 году. Специализировалась в области педиатрии.
Работала врачом в университетской клинике Государственного университета Гаити. С 1995 года — сотрудник Агентства США по международному развитию USAID, которое занимается вопросами здравоохранения на Гаити. Здесь она приобрела большой опыт, прежде чем была назначена министром здравоохранения страны.
Независимый политик. В 2014—2015 годах занимала пост премьер-министра Гаити.
После ухода в отставку вернулась на работу в Агентство США по международному развитию USAID.
В 2022 году была номинирована на пост директора Панамериканской организации здравоохранения (OPS).